# Teknisk Central
Teknisk Central blev oprettet d. 15. februar 1941  som en midlertidig statsinstitution beskæftiget med  projektering  og  gennemførelse af nye statsanlægsopgaver, især med  henblik på bekæmpelse af arbejdsløsheden.
Teknisk  Central  sorterede direkte under ministeren for offentlige arbejder (Gunnar Larsen), men  blev  fra d. 29. august 1943  underlagt ministeriets departementschef. Pr. 1.4.1946      blev  den  under  navn af Anlægsdirektoratet et direktorat under Ministeriet for offentlige Arbejder.
Teknisk Centrals vigtigste anlægsarbejder var motorveje, især "Fugleflugtslinjen" (lov 191 af 17.4.1941 om anlæg af en motorvej fra Rødby Havn til Storstrømsbroen, herunder bygning af en bro over Guldborg Sund). Hertil kom anlægsarbejder  ved  statens  lufthavne og  indvinding  af råstoffer i Danmarks undergrund, herunder kulbrydning på Bornholm.